# Strempeliopsis arborea
Strempeliopsis arborea är en oleanderväxtart som beskrevs av Ignatz Urban. Strempeliopsis arborea ingår i släktet Strempeliopsis och familjen oleanderväxter. Inga underarter finns listade i Catalogue of Life.